# Kloster Blankenheim

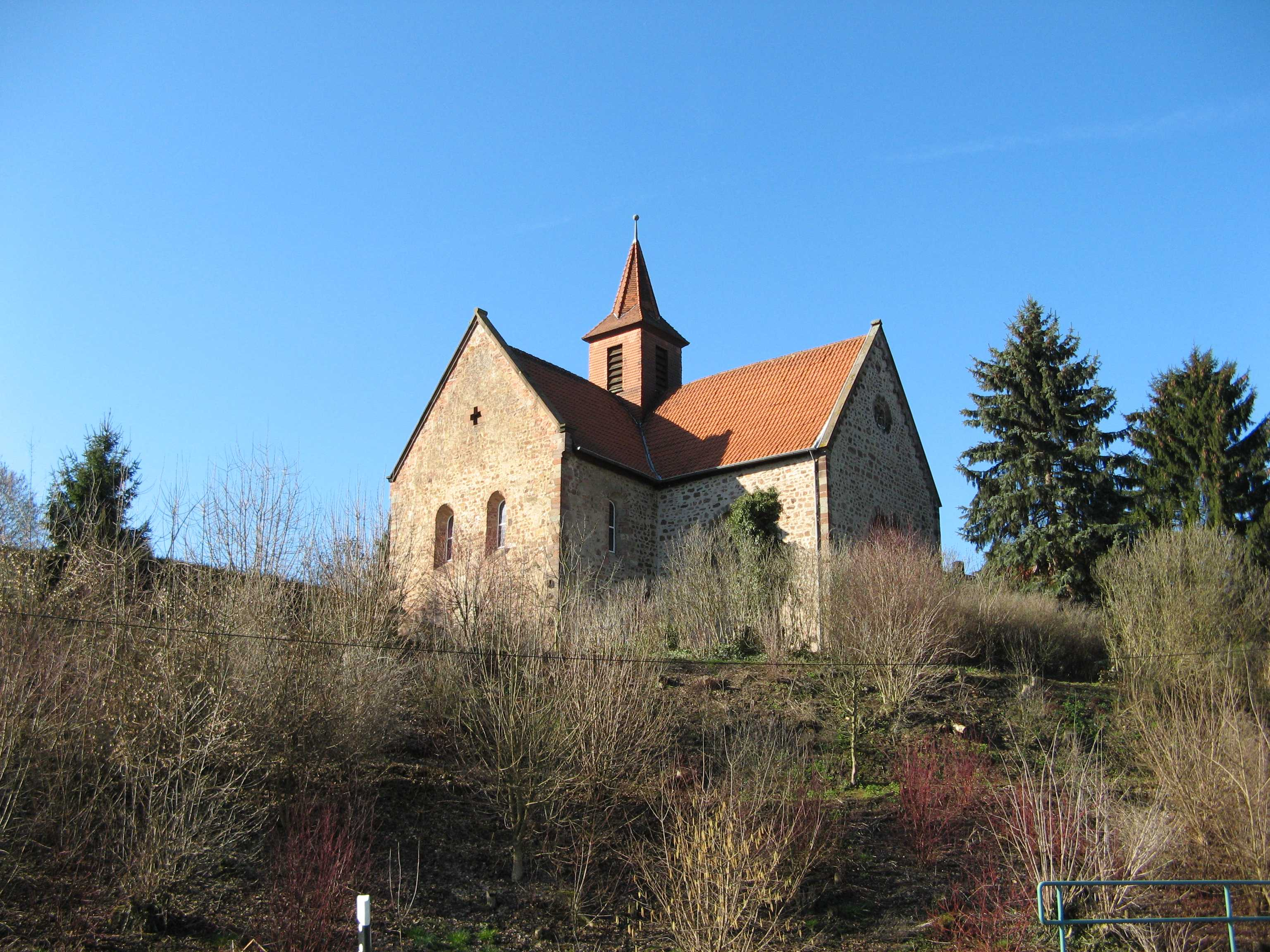
Die ehemalige Klosterkirche in Blankenheim, heute Dorfkirche

Das Kloster Blankenheim (auch Kloster Aua-Blankenheim) war ein Augustinerinnen-Kloster. Es bestand von 1190 bis 1229 in Aua und danach bis 1527 in Blankenheim, beide im osthessischen Kreis Hersfeld-Rotenburg.

## Geschichte
Im Jahre 1190 gründete Abt Siegfried des Klosters Hersfeld im Geisbachgrund in Aua (heute ein Ortsteil von Neuenstein) ein Tochterkloster. Zu Ehren der Mutter Jesu und des Apostels Johannes erhielt es die Patrozinien Maria und Johannes. Inwieweit die Neugründung mit Grundbesitz und Einkünften ausgestattet wurde, ist nur bruchstückweise bekannt. So existiert z. B. noch eine Urkunde aus dem Jahre 1195, in der der Mainzer Erzbischof Konrad I. die von Abt Siegfried von Hersfeld im Jahr zuvor an das Kloster Aua gemachte Schenkung der Kirchen und Kapellen in Sipperhausen (und deren Filialkirche in Dagobertshausen), Obergeis und Mühlbach bestätigt. Im Jahre 1197 kaufte das Kloster von Volkwin von Naumburg unter anderem Güter zu Giesenrod.
Das kleine Kloster scheint jedoch im engen und abgelegenen Tal des Geisbaches nicht recht gediehen zu sein, denn schon im Jahre 1229 wurde es vom Hersfelder Abt Ludwig I. in das im Jahre 1200 erstmals urkundlich erwähnte Blankenheim an der Fulda verlegt. Bereits ein Jahr zuvor hatte der Mainzer Erzbischof Siegfried II. dem Kloster gestattet, die beiden Kirchen in Sipperhausen und Dagobertshausen an die Abtei Hersfeld zurückzugeben und gegen die Kirche in Braach zu tauschen. Das Kloster wurde auch in Blankenheim nie reich, wurde aber doch durch Schenkungen mit durchaus einträglichen Gütern bedacht – so etwa im Jahre 1233 mit Gütern des Damenstifts Heerse bei Meckbach oder 1247 mit Gütern in Hergershausen der Witwe des Landgrafen Heinrich Raspe IV.
Das Kloster bestand bis zur Einführung der Reformation und der darauf folgenden Säkularisation der Klöster in der Landgrafschaft Hessen im Jahre 1527. Dann wurden die Klosteranlagen und der große Wirtschaftshof zu einer landgräflichen Vogtei, später zu einer Domäne umgewandelt.

## Heutige Nutzung

### Aua
Die denkmalgeschützte ehemalige Klosterkirche in Aua (mit einem Taufstein aus dem 12. Jahrhundert) ist heute die evangelische Kirche in Aua. In dem kurzen, breiten, spätromanischen Bau wurde in gotischer Zeit ein Rundbogen über Kämpfern mit Wulstprofil zugemauert; hierbei handelte es sich wohl um einen ursprünglichen Triumphbogen eines nach Westen geplanten oder heute verschwundenen romanischen Langhauses. Das Innere ist durch einen ähnlichen, aber jüngeren Rundbogen unterteilt.

### Blankenheim
Die im 13. Jahrhundert erbaute Kirche des ehemaligen Klosters in Blankenheim ist nur noch teilweise erhalten und dient ebenfalls heute als evangelische Dorfkirche. Vorhanden sind nur noch der Chor und das Querhaus. Die Kirche steht im Osten des Domänengeländes am südlichen Ende des Dorfs auf der Anhöhe westlich über der Fuldaaue.